# جشنواره (فیلم ۱۹۸۴)
«جشنواره» (انگلیسی: Utsav) فیلمی هندی در سبک شهوانی به کارگردانی گیریش کارناد است که در سال ۱۹۸۴ منتشر شد. از بازیگران آن می‌توان به رخا و امجد خان اشاره کرد.